# Macururé
Macururé är en kommun i Brasilien.   Den ligger i delstaten Bahia, i den östra delen av landet, 1 200 km nordost om huvudstaden Brasília. Antalet invånare är 8 067.
Omgivningarna runt Macururé är huvudsakligen savann. Runt Macururé är det mycket glesbefolkat, med 4 invånare per kvadratkilometer.